# Norte

Norte.

O Norte, conhecido também por setentrião, setentrional (do latim septem, "sete" + triones, "bois de arado") ou boreal (em alusão a Bóreas, figura da mitologia grega que representa o vento gelado do norte), geográfica ou astronomicamente, é uma direcção/direção fundamentada no sentido de rotação do planeta e o ponto zero dos quatro pontos cardeais. É um dos pontos, do hemisfério norte, para onde aponta a sombra do sol ao meio dia ou a agulha da bússola giroscópica e portanto divergentes da (bússola magnética). Na linha do equador, quando se observa o nascer do sol de frente e no mês de junho, o norte fica à mão esquerda. O seu oposto é o Sul.
A palavra setentrião deriva de septem e triones (sete bois de arado, literalmente) – em alusão à constelação da Ursa Maior, pois os povos da antiguidade associaram a forma das estrelas da constelação a uma figura de um arado movido por sete bois e era usada como referência para orientação no hemisfério norte. É também utilizada como sinónimo de polo Norte e era usado pelos romanos para designar o vento norte. De setentrião deriva o adjectivo para as coisas relativas ao norte, "setentrional".